# Louis Chamorel
Louis Chamorel (* 28. Juni 1879 in Les Posses-Dessus; † 16. Dezember 1966 in Aigle, heimatberechtigt in Ollon) war ein Schweizer Politiker (FDP).

## Leben
Nach dem Besuch der Sekundarschule von 1891 bis 1895 in Bex und 1896 in Kirchberg, wurde er Landwirt, Viehzüchter und Weinbauer.
Er sass von 1919 bis 1930 im Nationalrat, sowie von 1931 bis 1942 im Ständerat.
Chamorel hatte diverse Verwaltungsratsmandate sowie Einsitz in Gremien bei Crédit Foncier Vaudois, Minen und Salinen von Bex, Avançon-Kraftwerke und dem Waadtländer und Schweizerischen Rinderzuchtverband. Er war Gründer und von 1942 bis 1958 Präsident des Verbands der Waadtländer Schützengesellschaften.
In der Schweizer Armee war er Brigadier.